# آچینج آجولو-بوشل
آچینج آجولو-بوشل (به انگلیسی: Achieng Ajulu-Bushell) (زادهٔ ۱۹۹۴) شناگر اهل کنیا است.